# ワット・プーカオトーン
ワット・プーカオトーン（Wat Phukhao Thong、チェーディー・プーカオトーン、Chedi Phukhao Thong、タイ語: เจดีย์ภูเขาทอง）は、タイ中部のアユタヤ近郊のプーカオ・トーン (Phukhao Thong) の村落にある、仏教寺院（ワット、wat）ないし、高さ50メートル、最頂部80-90メートルの仏塔（チェーディー、chedi）遺跡である。遺跡に上り、周囲の田やアユタヤの町を見渡すことができる。

## 歴史
寺院は、アユタヤ王朝初期の1387年、王ラーメースワンにより築かれた。1569年、アユタヤを奪取したタウングー王朝の王バインナウンの勝利を記念し、ワット・プーカオトーンの仏教寺院の隣にモン-ビルマ様式の大きな仏塔（チェーディー）が構築され、1587年、アユタヤ独立を回復したナレースワンを記念してタイ様式に改修された。次の2世紀にかけてその仏塔は荒廃していった。王ボーロマコート（在位1733-1758年）の統治時代の修復において、1754年、入り組んだ角のある正方形に設計されたタイ様式の新しい仏塔が、その遺構の基部の上に建設された。隣接するラーメースワンの創建による寺院は未だ使用されている。